# Vicia pseudocracca var. brevipes
Vicia pseudocracca subsp. brevipes é uma variedade de planta com flor pertencente à família Fabaceae. 
A autoridade científica da variedade é Willk., tendo sido publicada em Willk. & Lange, Prodr. Fl. Hispan. 3: 305 (1877).

## Portugal
Trata-se de uma variedade presente no território português, nomeadamente em Portugal Continental.
Em termos de naturalidade é nativa da região atrás indicada.

## Protecção
Não se encontra protegida por legislação portuguesa ou da Comunidade Europeia.